# Свиблов, Владислав Владимирович
Свиблов Владислав Владимирович (род.19 января 1980) — российский предприниматель, управленец, инвестор, основной акционер ряда крупных российских геологоразведочных, горнорудных и промышленных активов, в том числе Highland Gold, Озёрной горнорудной компании и Корпорации ЭКОПОЛИС.

## Биография
Владислав Свиблов родился в 1980 году.
В 2002 году окончил Московский государственный университет экономики, статистики и информатики (МГУЭСИ) по специальности «Финансы и кредит». В 2006 году защитил кандидатскую диссертацию на тему «Предел роста капитализации компании как фактор инвестиционных решений на рынке ценных бумаг». Называет себя «стратегическим инвестором в российский горнодобывающий сектор». Является участником рынка венчурных инвестиций как самостоятельно, так и через фонды под управлением Phystech Ventures.

## Карьера
С 2001 по 2006 год Свиблов занимался прямыми инвестициями и реструктуризацией активов в инвестиционной компании «Росбилдинг». Начинал с позиции инвестиционного менеджера, а покинул компанию в должности вице-президента.
C 2007 по 2011 год был соучредителем и руководителем проекта по разработке технологии подземного выщелачивания никеля из силикатных руд.
В 2011 году совместно с партнерами учредил посевной венчурный фонд Foresight Ventures. В 2013 году фонд вошел в топ-10 венчурных фондов по версии журнала Forbes.
В 2014—2016 годах занимал должность вице-президента по инвестициям в компании ПИК.
После ухода из ПИК Свиблов вместе с партнёрами основал «Корпорацию Экополис», которая является единственным в России комплексом заводов по переработке и экологичной утилизации отходов электронного и электротехнического оборудования. Первые два года с момента основания компания была убыточной, но по итогам 2019 года компания-переработчик электроприборов заработала 40,5 млн рублей чистой прибыли. Является крупнейшим акционером и председателем совета директоров компании.
С 2017 года занимается инвестициями в горнодобывающие проекты в России и СНГ.
В 2018 году стал основным инвестором проекта по разработке Озёрного полиметаллического месторождения в Бурятии, которое входит в десятку крупнейших в мире по запасам цинка. До этого проект находился в статусе «долгостроя российской горнорудной промышленности», однако с приходом Свиблова перешёл «из разряда ожидаемых в разряд реализуемых». В конце 2021 года структуры Свиблова консолидировали 100 % акций Озерной горнорудной компании.
В 2020 году структуры Свиблова приобрели активы горнодобывающей группы «Урюмкан», объединяющей кластер золотодобывающих активов в Забайкальском крае. Эти активы, в том числе Дарасунское, Кирченовское, Костромихинское и Талатуйское золоторудные месторождения, а также ряд проектов развития были в дальнейшем консолидированы в группу Highland Gold и перешли под её управление.
Летом 2020 года стало известно, что Свиблов покупает золотодобытчика Highland Gold у Романа Абрамовича и партнеров. В ноябре-декабре 2020 года структуры Свиблова консолидировали 100 % акций Highland Gold, компания осуществила делистинг с площадки AIM Лондонской фондовой биржи и стала частной непубличной компанией, а Свиблов — генеральным директором компании, управляющей российскими активами Highland Gold.
В 2021 году структуры Свиблова выкупили у группы фондов UFG и его партнеров контрольный пакет (51,2 %) компании Trans-Siberian Gold (TSG), разрабатывающей Асачинское золоторудное месторождение на Камчатке, а сам Свиблов вошёл в совет директоров золотодобытчика. Летом 2021 структуры Свиблова консолидировали 100 % акций и осуществили делистинг TSG с площадки AIM Лондонской фондовой биржи. В ноябре 2021 года актив «ТСГ Асача» вошёл в состав группы Highland Gold.
Осенью 2021 года группа Highland Gold под руководством Свиблова приобрела крупнейшего производителя золота в Камчатском крае — группу «Золото Камчатки».
В общей сложности на конец 2021 года Свиблов консолидировал активы, которые позволяют его группе войти в пятерку крупнейших золотодобывающих компаний России и в топ-30 золотодобывающих компаний мира.

## Санкции
8 ноября 2023 года, на фоне вторжения России на Украину, Свиблов и компания Highland Gold включены в санкционный список Великобритании против российских олигархов и компаний поддерживающих военную экономику России. Ранее Национальное агентство по предотвращению коррупции Украины выступило с инициативой о введении против Свиблова международных санкций, отмечая что «структуры Свиблова неоднократно в ходе переговоров занижали оценку российских активов иностранных инвесторов, распродавших свои активы в России после полномасштабного вторжения». 12 декабря 2023 года включён в блокирующий санкционный список США.